# كلارنس كوري
كلارنس كوري (بالإنجليزية: Clarence Currie) هو لاعب كرة قاعدة أمريكي، ولد في 30 ديسمبر 1878 في وندسور في كندا، وتوفي في 15 يوليو 1941 في ليتل تشوت في الولايات المتحدة.

## وصلات خارجية
- كلارنس كوري على موقعبيزبول رفرنس.كوم (الدوري الرئيسي) (الإنجليزية)
- كلارنس كوري على موقعبيزبول رفرنس.كوم (الدوري الثانوي) (الإنجليزية)